# Ding Dong (canção de Dana International)
Ding Dong é uma canção da cantora Dana International. Ela representou a Israel no Festival Eurovisão da Canção 2011 na segunda semi-final, terminando em 15º lugar com 38 pontos, não conseguindo passar á final.

## Letra
A letra anuncia que os tempos “maus” acabaram, e agora é altura de dar importância ao amor e aproveitar a vida ao máximo. 